# Hodagatta, Kunigal
Hodagatta là một làng thuộc tehsil Kunigal, huyện Tumkur, bang Karnataka, Ấn Độ.